# NGC 6505
NGC 6505是位於天龍座的一個橢圓星系，哈伯序列分類為E/S0。NGC 6505距離銀河系約6億800萬光年，直徑約19萬光年。NGC 6505是由路易斯·斯威夫特於1884年6月27日發現的。2025年，歐幾里得太空望遠鏡發現NGC 6505周圍有一個完整的愛因斯坦環。

## 外部連結
- . SIMBAD.   [2019-08-07] （英语）.
- . DSO Browser.   [2016-08-07] （英语）.
- Auke Slotegraaf. . Deep Sky Observer's Companion.   [2016-08-07] （英语）.